# Homme de Boskop
L'Homme de Boskop est le nom donné à un ensemble de vestiges fossiles d'Homo sapiens trouvés au début du XXe siècle en Afrique du Sud. Un premier crâne fossile fut découvert en 1913 près de Boskop, dans la province du Nord-Ouest, et fut considéré peu après sa découverte comme le représentant d'une espèce humaine distincte, en raison de son volume inhabituellement élevé. Il a été daté entre 30 000 et 10 000 ans avant le présent.

## Historique
Le premier fossile humain fut découvert en 1913 près de Boskop, dans la province du Nord-Ouest (à l'époque dans le Transvaal), par deux fermiers afrikaners, qui l'offrirent à Frederick William FitzSimons pour qu'il soit examiné. Celui-ci publia une première description en 1915,. Robert Broom créa en 1918 pour ce fossile l'appellation Homo capensis, à une époque où l'on ne maitrisait pas encore les critères de ressemblance ou de dissemblance entre formes humaines diverses.
Par la suite, des fossiles similaires furent découverts en Afrique du Sud par des paléoanthropologues comme William Pycraft et Raymond Dart. Tous ces spécimens fossiles ont dans les années 1960 été ramenés à l'espèce Homo sapiens.

## Description
Le crâne de 1913 est incomplet, constitué des os frontaux et pariétaux, avec un occiput partiel, un os temporal, et un fragment de mandibule.

Selon John Hawks, « Le crâne est grand, avec un volume estimé de 1 800 cm3. Mais il est incomplet, et les estimations sur son volume, gonflées par l'épaisseur des os quand elles sont basées sur des mesures externes, vont de 1 700 à 2 000 cm3. C'est en effet volumineux, mais à l'intérieur de la variabilité de sujets masculins récents ».

## Controverse
En avril 2008, les neuroscientifiques Gary Lynch et Richard Granger publièrent un livre sur l'intelligence humaine nommé Big Brain : The Origins and Future of Human Intelligence, et dans lequel l'exemple du Boskop joue un rôle majeur. Les auteurs en conclurent que le crâne d'un homme de Boskop aurait été 30 % plus grand que celui d'un humain moderne, leur conférant un plus grand cerveau antérieur, ce qui indiquerait un quotient intellectuel (QI) relativement élevé.
Selon de nombreux paléoanthropologues, les caractéristiques supposées inhabituelles de l'Homme de Boskop relèvent d'une mauvaise interprétation,. L'Homme de Boskop est seulement un spécimen se situant dans le haut de la variabilité de l'homme moderne.